# Thymus toletanus
Thymus toletanus là một loài thực vật có hoa trong họ Hoa môi. Loài này được Ladero miêu tả khoa học đầu tiên năm 1970.